# Christisonia calcarata
Christisonia calcarata är en snyltrotsväxtart som beskrevs av Robert Wight. Christisonia calcarata ingår i släktet Christisonia och familjen snyltrotsväxter. Inga underarter finns listade i Catalogue of Life.